# Harold Watson
Harold „Harry” Watson (ur. 1883, zm. 15 lutego 1963) – brytyjski lekkoatleta.
Brał udział w biegu na 100 metrów na Letnich Igrzyskach Olimpijskich 1908, w eliminacjach zajął 3. miejsce w swej grupie i nie awansował do półfinału.